# 星の広場天文台
星の広場天文台（ほしのひろばてんもんだい）は、静岡県静岡市清水区の清水船越堤公園の中にある天文台。

## 概要
日本生命財団から静岡県天文研究会に寄付された資金と、静岡県天文研究会の会員から寄せられた寄付金を合わせ、その資金で天体望遠鏡を購入し、清水市（現静岡市）に寄贈した。清水市がドーム等の建物の建設を行い、1986年（昭和61年）11月に完成、開館した。
静岡市が静岡県天文研究会に定例観望会の実施や定期点検整備を委託する形になっており、静岡市の委託で静岡県天文研究会が管理している天文台であるといえる。
定例観望会が毎月第3土曜日に開催されており、それ以外にも公民館行事、各種団体の要請により不定期に公開している。

## ギャラリー

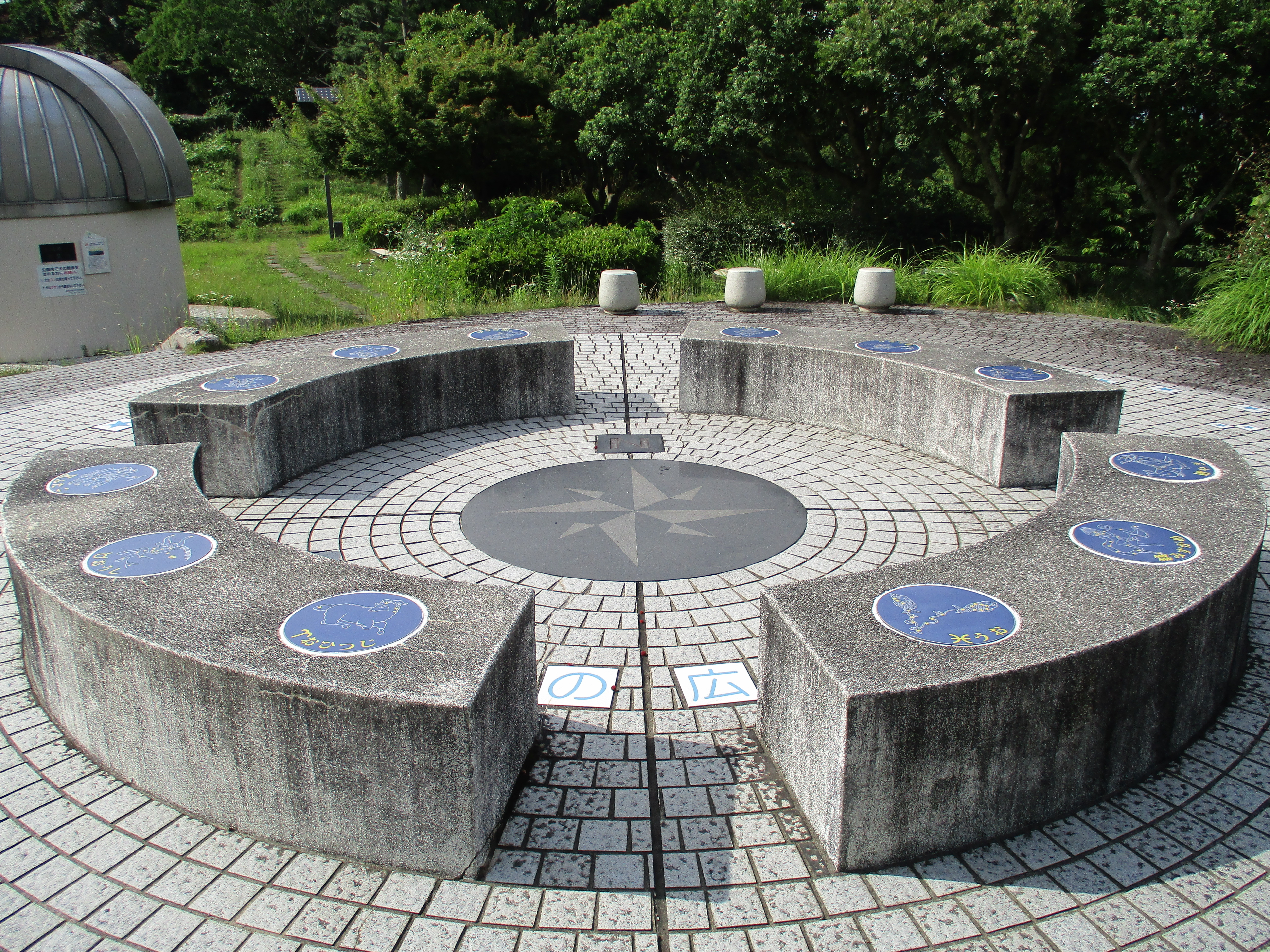
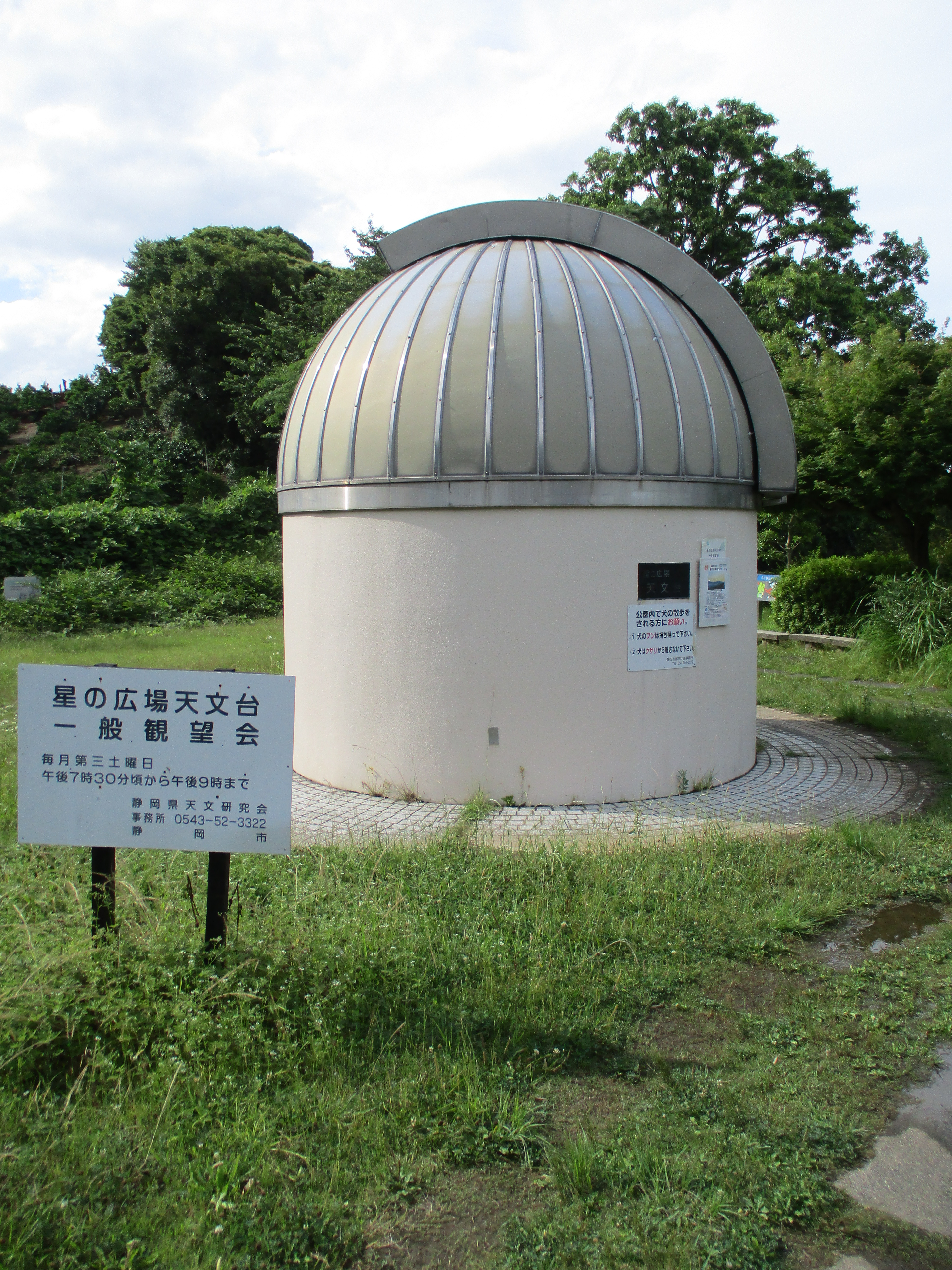